# Peter Lützendorf
Peter Lützendorf war ein deutscher Skisportler.
Er war bei den Olympischen Winterspielen 1964 in Innsbruck als Ersatzstarter Teil der gesamtdeutschen Mannschaft. Bei den DDR-Meisterschaften errang er in der Abfahrt 1961 und 1963 Platz 3, 1967 Platz 1; in der Alpinen Kombination 1961 und 1964 den ersten Platz und im Slalom und Riesenslalom 1964 jeweils den ersten Platz. Beim Vitranc-Pokal 1964 in Kranjska Gora war er auf Platz 6 gekommen. Beim 5. Vitranc-Pokal, zwei Jahre später (1966) beendete er den Lauf nicht.